# 秘密基地

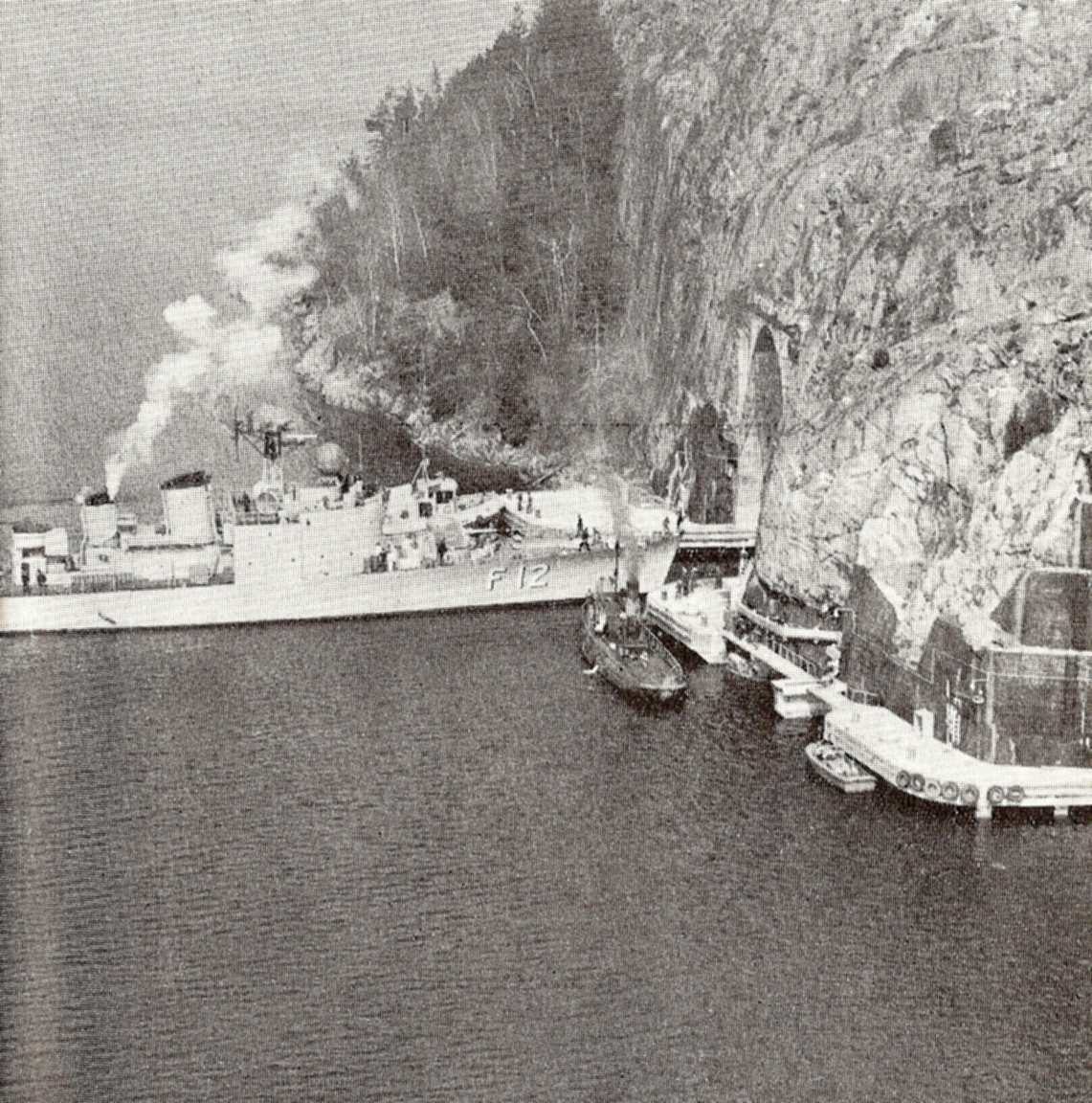
スウェーデンのムスコ海軍基地に入港する駆逐艦HSwMSスンツヴァル

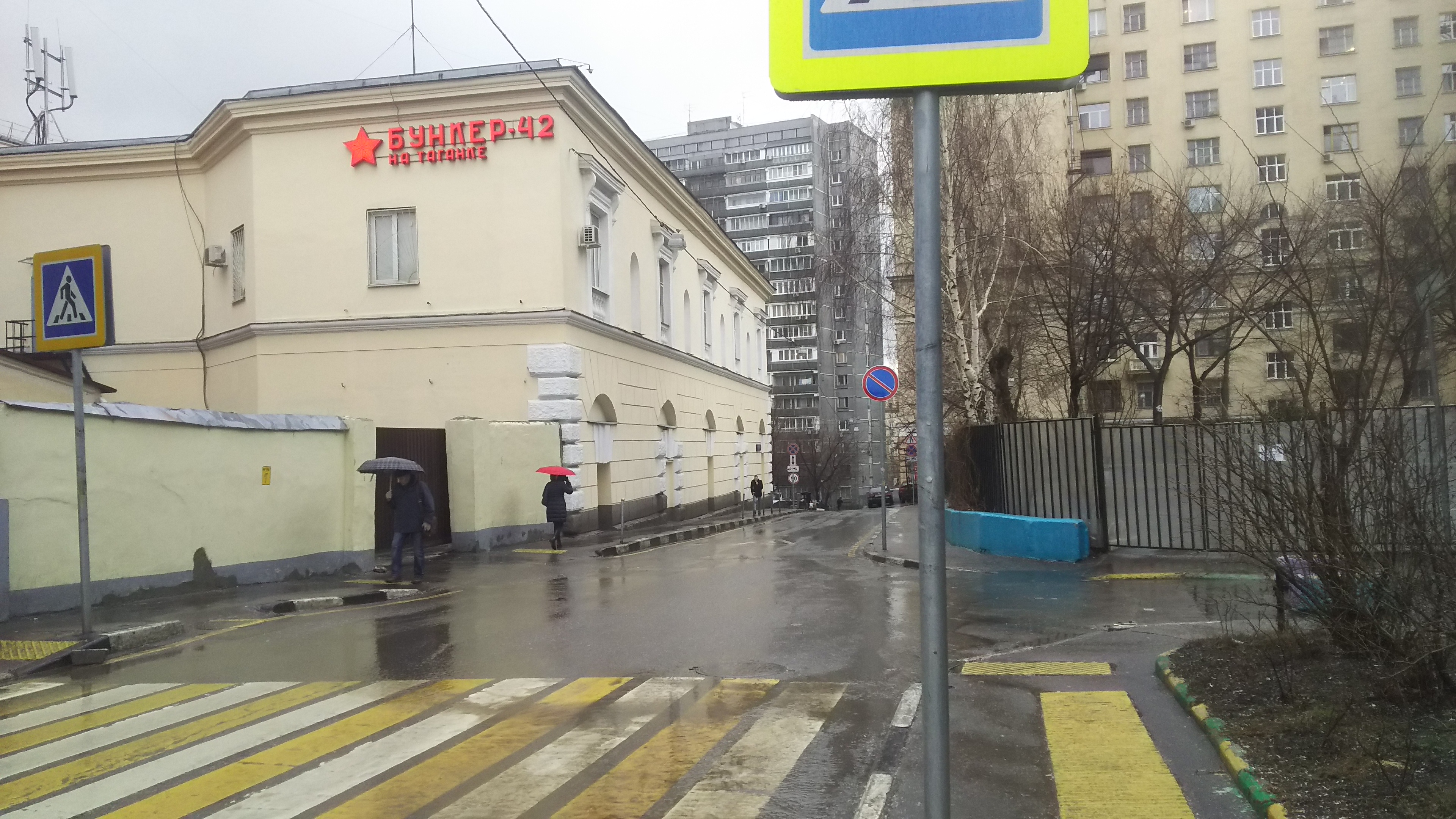
ロシアのバンカー GO-42。アパートに偽装されているが中身は対核攻撃用のコンクリートで出来ており、地下防空壕の入り口となっている。

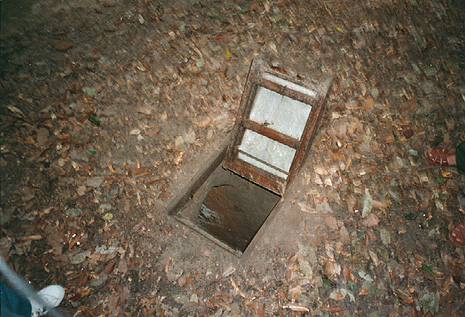
ベトナム戦争でゲリラが使用したクチの地下道の入り口

秘密基地（ひみつきち）とは、一般には秘密となるように建設または設置された基地のことを指す。

## 概要
地形を利用したり、カモフラージュを施したりして建設する大掛かりなものから、アパートの一室にそれとなく入ってしまうものまで、さまざまな規模のものがある。
反政府組織などが、ひそかに扇動活動を行う拠点をアジテーティング・ポイント（Agitating point） と呼び、これを日本語ではアジトと略して使用される。
また、子供の間で、部外者に知られたくない秘密の遊び場の意味でこの語を使うことがある。

## 現実世界における秘密基地
現実世界では、軍事組織、諜報機関、過激派等の秘密の活動拠点という意味で通俗的に用いられる。ここでは、当事者が広く知られたくない活動が行われる。具体的には極秘技術の開発、民兵組織、スパイの育成及び活動、長期間にわたる監視・諜報活動（諜報機関が置く“隠れ家”に関しては特に「セーフハウス」と呼ばれる）、外部からの逃亡者・犯罪者を匿うなどであるとされる。有名なものとしては、高度経済成長期の日本において極左暴力集団がテロ活動の拠点としたいわゆる「非公然アジト」がある。
これらの形態は、資金力等に左右され、大は巨額の資金をかけ大掛かりに建設しているものから、小はアパートの一室に設置しているものまで多種多様である。
衛星画像分析
Googleやデジタルグローブなどの情報提供、リモートセンシング会社の運用する商用衛星の普及から軍の衛星でなくとも地球上のあらゆる場所の情報が得られるようになったため、秘密基地を発見する例が増えている。
- 38ノース - 衛星画像を分析し、北朝鮮の基地や核施設を調査するジョンズ・ホプキンズ大学のプロジェクト
- IHS マークイット（英語版） - 軍事情報に特化した情報提供会社ジェーンズ・インフォメーション・グループを傘下に収め衛星画像などを提供する情報提供会社

### 現実にある秘密にされた軍事基地
- 防空壕 - 各国のシェルターについて記載。
- 閉鎖都市（秘密都市） - ソビエト連邦（現在のロシア）、アメリカ等の国家で地図に載らない、出入りも制限される都市。
- ブラック・サイト - 秘密軍事施設。
- 地下格納庫（英語版） - 各国の戦闘機用ハンガーについて記載。
- ドゥームズデイ・プレーン - 「地球最後の日の飛行機」の意。地上の政府中枢が失われた後も空中で指揮を執るために製造された国家司令機（アメリカのE-4、ソ連のIl-80等）。

 アメリカ合衆国
- レイブン・ロックマウンテン・コンプレックス（別名：underground Pentagon、Site-R） - 冷戦期に核攻撃を耐えられるよう設計されたアメリカ陸海空軍の非常時司令部。
- エリア51
- オレンジ・ワン - アパラチア山脈にある大統領が緊急時に軍事本部として使用するための米海軍の施設。
- マウント・ウェザー緊急事態指揮センター
- オファット空軍基地 - 核戦争などの際、国家空中作戦センターとして機能するE-4Bに政府高官を乗せ空中に逃がす役割を担う戦略空軍司令部。
- シャイアン・マウンテン空軍基地 - 冷戦期に建設された北アメリカ航空宇宙防衛司令部（NORAD）の地下司令部。
- グリーンブライヤー - 冷戦期の政府存続計画の一つ 「ギリシャ島プロジェクト」で設置された、議員の避難用地下核シェルターがあるホテル。
- ウォレントン訓練センター - 極秘総合通信機関。
- 国家非常事態水上戦闘指揮所ノーザンプトン、同空母ライト - 核戦争時の水上ホワイトハウスとして機能する水上艦。
- デタッチメントホテル - 冷戦時代に要人が逃げ込むために作られた。1974年に機密解除。

 アルバニア
- ポルト・パレルモ・トンネル - アルバニアの鎖国時代に作られた潜水艦用バンカー。

 イギリス
- ポートンダウン - 100年以上にわたり最機密とされてきた施設。人体実験や、グリュナード島の炭疽菌実験に関わったとされる。
- メンウィズヒル基地 - 通信傍受システム「エシュロン」の基地だとされるアメリカが管理する基地。
- 戦時中央政府本部 - 「バーリントン」など数々のコードネームで呼ばれた核戦争を想定した基地。
- ロンドン、パルマー通りの建物（売却済） - 諜報機関政府通信本部の秘密基地で1953年から66年間秘密にされた。

 イラン
- イランの地下ミサイル基地

 ウクライナ
- バラクラヴァ海軍博物館（オブイェークト825GTS） - ソ連時代、原子力潜水艦の母港であった。

 オーストラリア
- パインギャップ - アメリカとの合同スパイ衛星基地。

 カナダ
- 非常時政府本部
- CFS Carp

 クロアチア
- ジェリャヴァ空軍基地 - 元ユーゴスラビアで最大の軍事地下空軍基地。

 スウェーデン
- ムスコ海軍基地 - トンネル内にある海軍基地。

 中華人民共和国
- 131工程 - 1960年代後期 - 1970年代前期に作られた地下司令部。
- 816地下核工場 - 地下核工場、現在は観光施設。
- 楡林海軍基地 - トンネルを持つ海軍施設。原子力潜水艦の母港。
- 青島海軍基地 - 中国北海艦隊の原子力潜水艦の母港。

 ドイツ

- ペーネミュンデ陸軍兵器実験場 - イギリスのハイドラ作戦によって甚大な損害を被った後、天然のトンネル、鉱山、鉄道のトンネルなどを活用、新規に強制収容所の人員を強制労働させて地下トンネルを作り、敵から隠蔽された軍事基地を建設する計画（U-Verlagerung）を進めた。
- B8 ベルククリスタル - ヴンダーワッフェ（「奇跡の武器」の意）メッサーシュミット Me262を製造するために強制収容所の人間を動員し建設されたナチス時代の地下工場で最も大きい施設の一つ。核爆弾を製造していたトンネルと繋がっているという話もある。
- REIMAHG - 鉱山を利用したメッサーシュミット Me262を製造するための地下工場。

 ノルウェー
- オーラウスヴァーン基地 - トンネル内にある海軍基地。

 フランス
- ロング島 - 原子力潜水艦の母港。
- ピエール・シュール・オート軍用無線局 - 国内情報中央局によってWikipediaの記事を削除するよう手が尽くされたことで逆に有名になった基地。
- B2-ナムス基地 - 旧植民地アルジェリアの細菌・化学兵器試験基地。

 ベトナム
- クチの地下道 - 全長200kmの地下トンネルネットワークでゲリラ戦の拠点とされ、入り口は巧妙に隠されていた。

 リトアニア
- プロクシュティネミサイル基地 - ソ連の核ミサイルサイロ。ソ連崩壊後、放棄されて物取りの被害で様々な物品が流出した。現在は冷戦博物館となっている。

 ロシア
- ヤマンタウ山、コスビンスキー山 - アメリカ政府の調査でロシアの地下秘密基地があると考えられている。
- サロフ（別名：アルザマス16）- 核兵器研究・製造に関わった閉鎖都市。
- ヴォズロジデニヤ島 - ソ連時代、生物兵器の研究所があった。ソ連崩壊後に閉鎖したが、閉鎖前から危険物が漏洩していたと考えられている。現在も保管状態は良好ではない。
- カプースチン・ヤール（Zhitkur） - ロケット、核開発に関わった施設。情報が漏れないよう周辺の村などは強制移住された。エイリアンとの関わりも示唆されている。
- オブイェークト221 (別名：Алсу-2) - 黒海艦隊の核シェルター司令部。
- タガンスキー防衛司令部 - モスクワの地下鉄タガンスカヤ駅のそばにある通信施設で、2000年に機密指定を解除、2006年公売、博物館・レストラン複合施設に改修されている。
- ブンケル・スタリナ - 「スターリンの防空壕」の意。第二次世界大戦中の代替司令部、1990年に機密解除。その後、民間防衛博物館となっている。

## 秘密基地があるという噂
アメリカ
- ダルシー基地（英語版） －　アメリカとエイリアンの合同実験施設とされる実在が疑われる地下基地
- ホワイトハウス地下の大規模掘削（英語版）

ドイツ
- ビーレフェルトの陰謀

日本
- 東京地下秘密路線説

## フィクションにおける秘密基地
スーパーヒーローが登場するフィクションにおいては、ヒーローに分類される側の秘密の活動拠点、あるいは逆に悪役（ヒール）に分類される側のそれを指す言葉として用いられる。基地の形態としては、カモフラージュされた巨大な地下施設であったり、外部からそれとわからないように一般のオフィスなどが改造されていたりするものも多い。世界的に著名な作品における「秘密基地」には以下がある。
- スーパーマン - 世界各地にある孤独の要塞（英語版）
- バットマン - 主人公の邸宅地下の洞窟バットケイブ（英語版）
- サンダーバード - 南海のトレーシー島（英語版）

フィクションにおける秘密基地は子供心に強く訴える魅力があり、日本では一般家庭にまでテレビが普及した1960年代頃から模型化されてヒット作となった。ただし、最上級の大型キットは子供にとっては高額なため、実際に購入した者は比較的少数で、どちらかと言えば「高嶺の花だが、いつか入手したい憧れの模型」として語られる存在でもあった。代表的な物としては「サンダーバード秘密基地」「スペクトラム基地」等のSF作品が多いが、中には永大の「ドイツ軍秘密基地」の様な、ジオラマ基調のミリタリースケールモデルも存在した。

## 子供の遊び場としての秘密基地

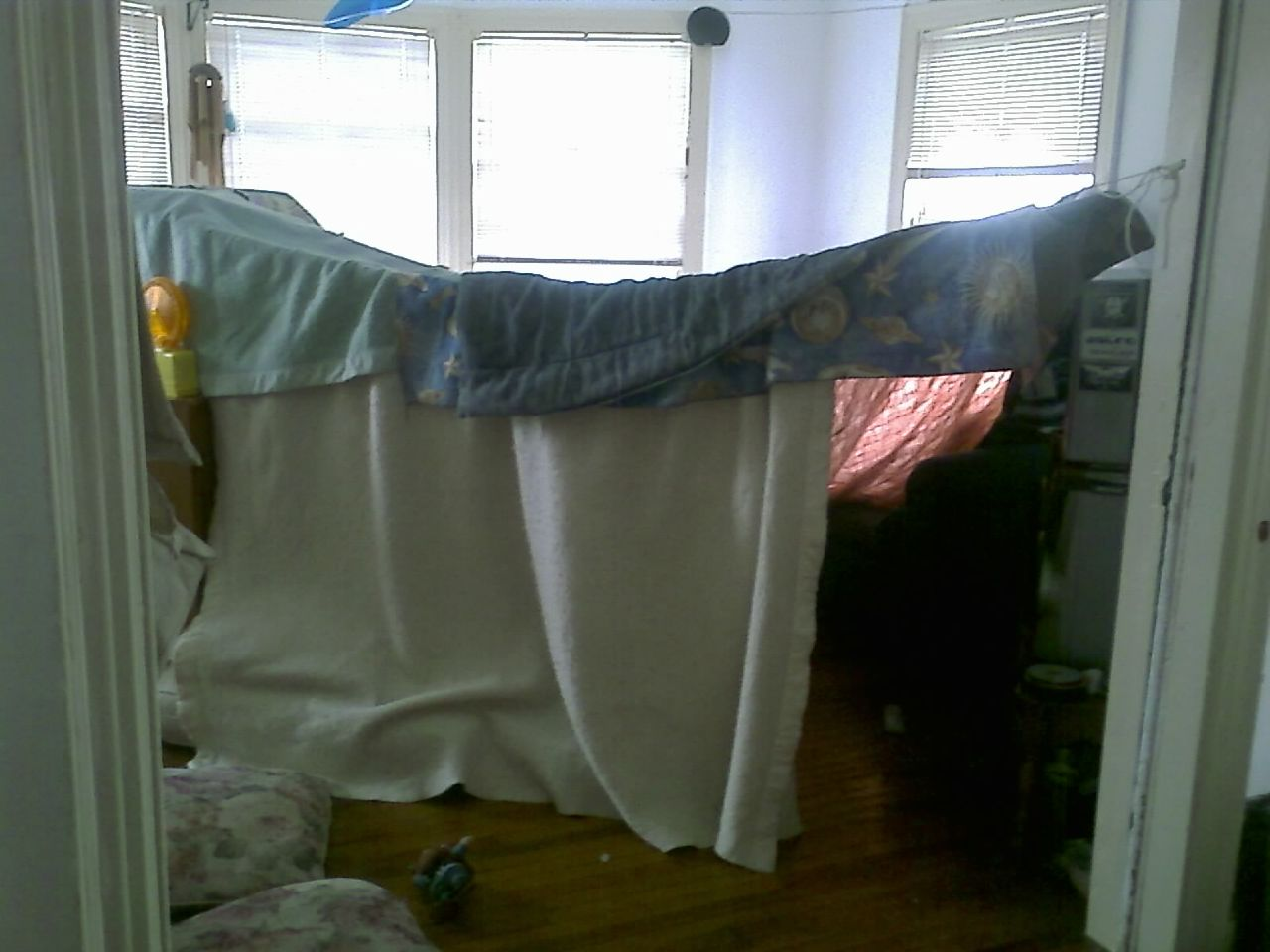
ブランケット・フォート

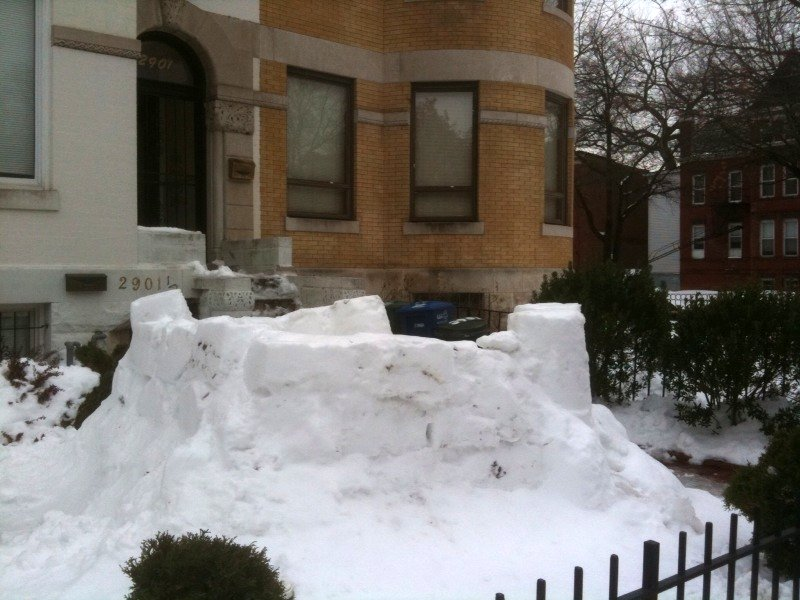
スノー・フォート

本項目の「秘密基地」は、上記に掲げるものを模して子供たちが作る秘密の遊び場を指す。子供たちは、隠れることにより生存能力を鍛えている。こういった行動は、11歳以下ごろまでで、二人以上のメンバーで多く見られる。
仲間内では大人や部外者（友達でも仲間という約束を交わしていない者）へは、その存在や場所を秘密にする約束が交されることも少なくないが、必ずしも「秘密」であることにこだわらず、大人からみれば単に彼らが集まる場所に過ぎないことも多い。
このような秘密基地となりえる場所は、公園の隅や空き地などであるが、「秘密基地」という、周囲には知られたくない気持ちをより昇華すべく、廃墟となった建物、工事現場、資材置き場などといった、いわゆる危険な場所に作ることもある。これは危険な場所に立ち入ってはならないという禁忌を犯すことで快感を得るという意味もある。
地域によっては若衆宿のごとく子供を社会的に成長させるため、子供に察せられない様に大人が管理するものもある。
また、屋内（多くは自宅内）の狭隘な場所、例えば押入れ、納戸、倉庫や土蔵などに1人又は兄弟で作ることもある。
アメリカの少年の冒険と仲間たちの友情をテーマにした映画『スタンド・バイ・ミー』では、木の上に秘密基地があり、カードゲームに興じたりする場面が描写されている。また、同じく『トム・ソーヤーの冒険』では、洞窟の中に秘密基地を作る設定になっており、内部には金貨や武器弾薬や子供の玩具があり、誘拐した人質を幽閉するトムの未来の夢もある。
また『20世紀少年』『ライチ☆光クラブ』など秘密基地自体がキーワード、舞台として登場する作品もあるが、この二作品は秘密基地が作った本人達に悲惨な結果をもたらしてしまう特徴がある。
『探偵!ナイトスクープ』2011年1月28日放送分では、大阪の男子小学生から届いた「秘密基地を作りたい」という依頼が採用された。高槻森林観光センター内の敷地に、桂小枝探偵や工務店の職人らの協力のもと、現実に秘密基地を作った。